# 学校学生生徒旅客運賃割引証
学校学生生徒旅客運賃割引証（がっこうがくせいせいとりょかくうんちんわりびきしょう　通称：学割証）は、JRグループの乗車券を学生割引価格で購入するために必要な証明書。用紙は全国共通で、一般学校用（全日制・定時制共通）と通信教育学校用の2種類がある。
本項では、旅客鉄道株式会社（以下「JR鉄道各社」）以外の運輸機関における学生割引のための割引証についても述べる。

## 概要

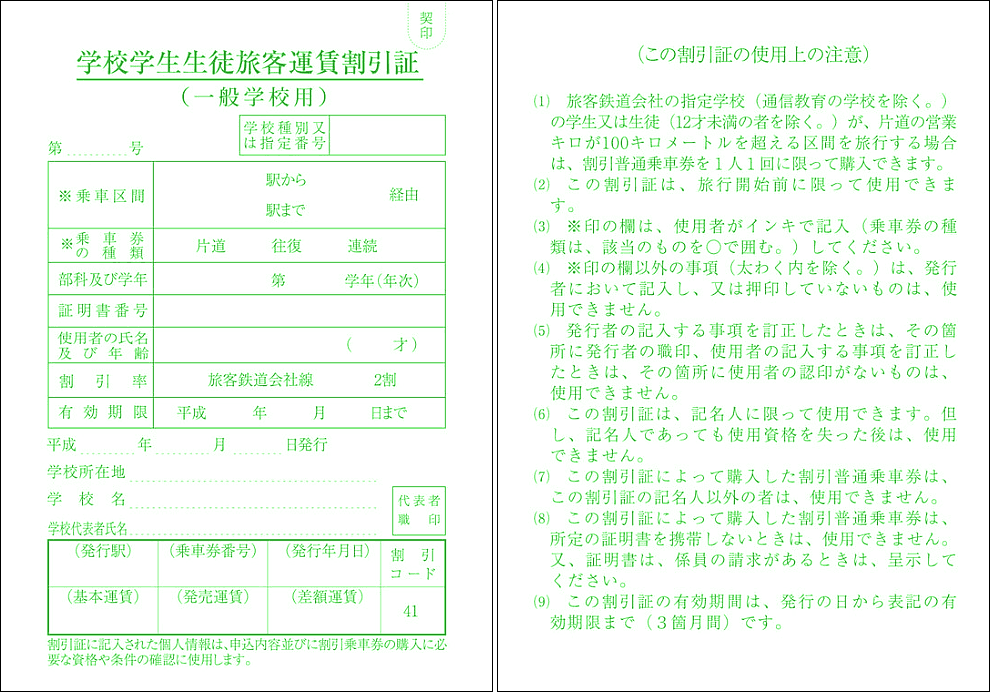
一般学校用の学割証（旧書式）

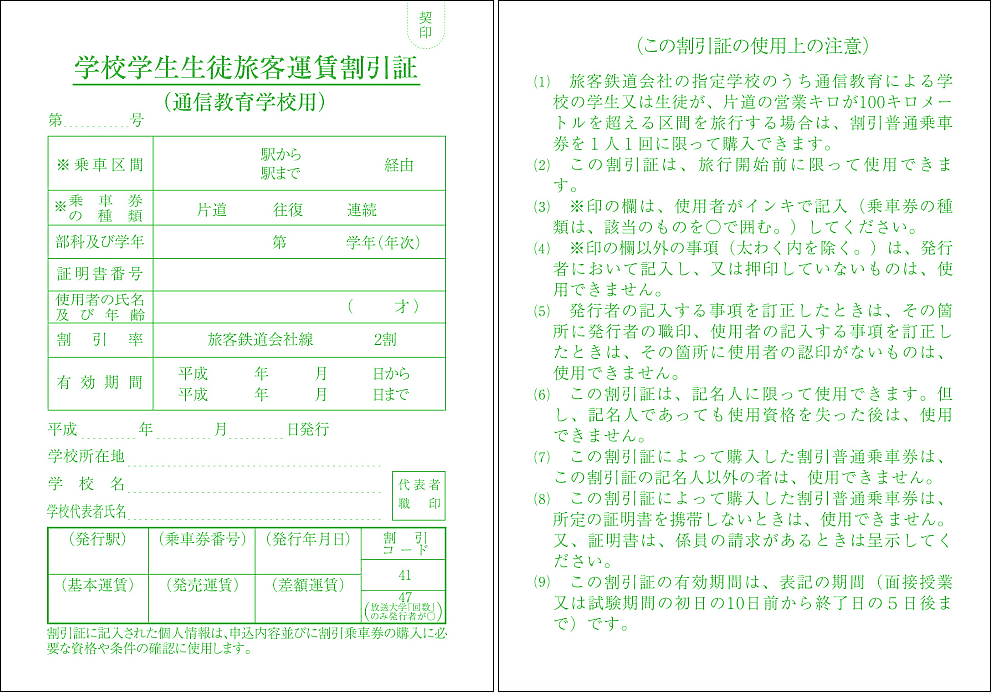
通信教育学校用の学割証（旧書式）

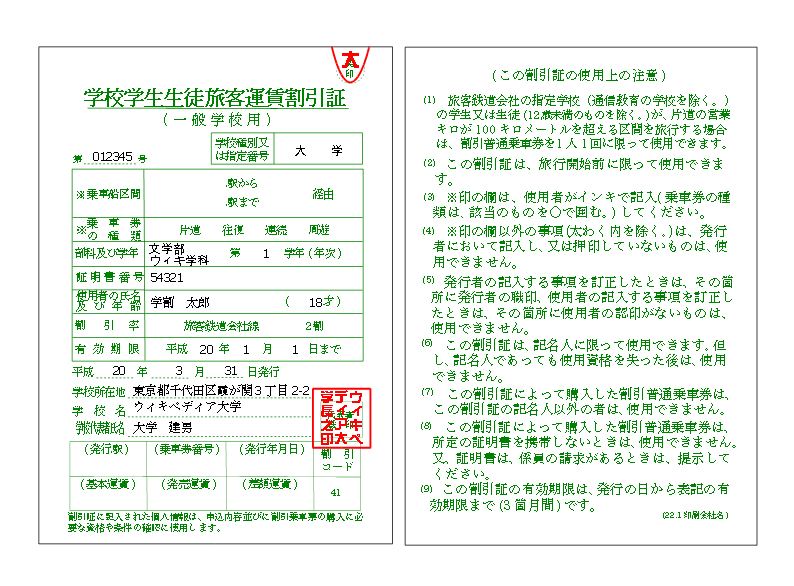
一般学校用の学割証の実例（再現）

修学上の経済的負担を軽減し、学校教育の振興に寄与することを目的として、日本国有鉄道（国鉄）によって始まった。
指定した学校の学生・生徒が、JRグループの鉄道の乗車券購入時に窓口に学割証を提出すると（所属学校（学割証発行元）の学生証の携帯も必要であり、実際に窓口で提示を求められる場合がある）、片道の営業キロが101km以上の区間を乗車する際の片道乗車券・往復乗車券・該当する連続乗車券の券片が大人運賃の2割引となる。
また、往復割引（片道の営業キロが601km以上の乗車券）との併用も可能で、往復割引後に学生割引が適用される（併用時は28%引き）。
JRバスグループ各社の一部の高速バス路線も割引制度が設定されている。
学割乗車券を使用する際も所属学校の学生証を携帯する必要があり、車内改札等で学生証の提示が求められる場合がある。
過去に発売されていた周遊きっぷのアプローチ券（往復で、片道それぞれの営業キロが201km以上）においては、ゆき券・かえり券それぞれの乗車運賃から3割引（ただし、東海道新幹線を経路に含み、601kmを超えなければ2割引）となっていた。
JR鉄道各社の旅客規則で定められているが、各社ともに同一の様式で、割引証の文字は緑色となっている。有効期限は、一般学校用は発行日から3カ月、通信教育学校用のものは面接授業・試験期間の初日の10日前から終了日の5日後まで。ただし、在学期間を超えてはならないと規定されているため、卒業を控えている場合はその学年の終期、すなわち学籍満了日までとなる。また、インバウンド対応や2019年5月1日の元号改元（平成→令和）に対応するためJR各社が旅客営業規則等に定める乗車券類の様式を西暦表示に改めたことにともない、2018年3月17日以降に発行される割引証の様式は元号表記から西暦表記に変更された。

## 配布
学割証はJR鉄道各社が印刷を行い、独立行政法人日本学生支援機構が配布業務を行っている。2003年度(平成15年度)までは文部科学省が配布業務を行っていた。
学割証を配付された各学校は、未記入の学割証に、代表者氏名や所在地等を記入（もしくは押印）して、学生・生徒に発行する。
このため、学生・生徒が学割証を入手するためには、学校の事務室・学生課などの窓口に使用目的を明らかにした上で申請する必要がある。なお、使用目的の範囲であれば、1人あたりの発行枚数に制限はない。

### 発行対象
以下の指定学校に在籍している学生・生徒、すなわち中等教育または高等教育を受けている者が対象となる。
1. 学校教育法（以下「法」）第1条が定める日本の学校（いわゆる一条校）のうち、中学校、義務教育学校（後期課程）、高等学校、中等教育学校、大学（短期大学および大学院を含む）、高等専門学校および特別支援学校（中学部および高等部）[14]。ただし、通信による教育を行う学校の通信教育部においては、JR鉄道各社の指定を受けたものに限る。また、後述の科目履修生については適用されない。
2. 上記以外の国公立学校（法第124条の専修学校および第134条の各種学校[15]）（その他の教育施設[16]を含む）でJR鉄道各社の指定を受けたもの。
3. 法第124条および第134条の規定により設立された私立学校（私立の専修学校[17]および各種学校[15]）でJR鉄道各社の指定を受けたもの。
4. 外国大学の日本校のうち、学校教育法施行規則により、我が国において大学（学部）（第155条第1項第4号）もしくは短期大学（第155条第2項第7号）または大学院（第156条第3号）の課程を有するものとして、当該外国の学校教育制度において位置づけられた教育施設として文部科学大臣（以下「大臣」）が指定したもの（大臣が指定した課程に限る）で、JR鉄道各社の指定を受けたもの。
5. 国際連合大学本部に関する国際連合と日本国との間の協定の実施に伴う特別措置法第1条第2項の規定による国際連合大学（JR鉄道各社が指定した課程に限る）。ただし、JR鉄道各社の指定を受けた場合に限る。

一般には、大学または高等専門学校に在籍している者について「学生」と呼ばれ、それ以外の者については「生徒」と呼ばれる。

### 発行対象外
以下の者については発行対象外となっている。
- 一般に学生・生徒と呼ばれない者
  - 「幼児」 - 幼稚園または特別支援学校の幼稚部に在籍し、就学前教育（幼児教育）を受けている者[19][20]
  - 「児童」 - 小学校もしくは義務教育学校の前期課程、または特別支援学校の小学部に在籍し、初等教育を受けている者[21]
- 前項1の学校に在籍している者のうち、単位制高等学校教育規程第9条に規定する科目履修生[8][9][10][11][12][13]
- 指定学校に在籍している者のうち、研究生、専攻生、聴講生、委託生など

また発行対象外でないものの、障害者に対しては基本的に学割より安い障害者割引が適用されるため、特に以下において特別支援教育を受けている生徒に対して学割証が発行されるケースはほとんどない。
- 特別支援学校の中学部または高等部
- 学校教育法第81条に規定する（中学校の）特別支援学級

## 使用目的
使用目的の制限についてはJR各社の旅客営業規則には一切記述がないが、前述のとおり修学上の経済的負担を軽減し、学校教育の振興に寄与することが目的であるため、文部省の通達（当時の国鉄を対象としたものだが、現在のJR鉄道各社でも有効）により下記の目的のみに使用できる。
1. 休暇、所用による帰省
2. 実験実習並びに通信による教育を行う学校の面接授業（スクーリング）及び試験などの正課の教育活動
3. 学校が認めた特別教育活動又は体育・文化に関する正課外の教育活動（部活動など）
4. 就職又は進学のための受験等
5. 学校が修学上適当と認めた見学又は行事への参加
6. 傷病の治療その他修学上支障となる問題の処理
7. 保護者の旅行への随行

このため本来は7を除く個人旅行に使用することはできないが、学校によっては使用目的を厳密に審査せずに発行される場合もあり、また最終的に学割証に乗車区間を記入するのは学校ではなく学生・生徒とされているため、目的外の用途で使用する者もいる。

## JR鉄道各社以外の運輸機関における学生割引のための割引証
JR鉄道各社やJRバス以外の運輸機関においては、学生証の提示により学生割引を適用しているケースが多いが、JR鉄道各社用の割引証の提出により学生割引を適用する会社もある。たとえば、青い森鉄道、羽幌沿海フェリー、九州郵船、マルエーフェリーなどがある。これらの会社の場合、学生証の提示だけでは学生割引が適用されず、通常運賃が請求されるので注意を要する。また、次のように独自の割引証を発行するケースもある。
- 放送大学の学習センターにおいては、通学のため回数乗車券を割引で発行する事業者（例：東急電鉄、名古屋鉄道、大阪高速鉄道）について、「放送大学学生旅客運賃割引証」を発行している。発行の際、利用運輸機関名と通学に必要な乗車区間が指定される。
- 航路については、地元の学校において独自の割引証を発行することがある（例：隠岐汽船について島根大学が発行、関西汽船（現フェリーさんふらわあ）に対し日本文理大学が発行、など）。旅客鉄道用の割引証、または、在学証明書の提出を求める例（新日本海フェリー）もある。